# Miroslav Votava
Miroslav "Mirko" Votava (nascut el 25 d'abril de 1956) és un exfutbolista alemany, actualment entrenador de futbol.